# Halterofilismo nos Jogos Olímpicos de Verão de 1956
O halterofilismo nos Jogos Olímpicos de Verão de 1956 foi realizado entre 23 e 26 de novembro, em Melbourne, na Austrália, com sete eventos disputados, todos masculinos. Um total de 105 atletas representando 34 nações, participou. As competições ocorreram no Royal Exhibition Building.
Desde os Jogos de 1928 três provas passaram a compor as competições no halterofilismo: o desenvolvimento (também conhecido como desenvolvimento militar ou prensa militar), o arranco e o arremesso. Para a classificação final, ou distribuição de medalhas, considerou-se a soma total dos melhores desempenhos alcançados nas três provas individuais.

## Eventos do halterofilismo
Masculino: até 56 kg | até 60 kg | até 67,5 kg | até 75 kg | até 82,5 kg | até 90 kg | acima de 90 kg

## Galo (–56 kg)
| Pos. | Atleta          | Nação                 | Desenvolvimento | Arranco  | Arremesso | Total    |
| ---- | --------------- | --------------------- | --------------- | -------- | --------- | -------- |
|      | Charles Vinci   | Estados Unidos (USA)  | 105,0 kg        | 105,0 kg | 132,5 kg  | 342,5 kg |
|      | Vladimir Stogov | União Soviética (URS) | 105,0 kg        | 105,0 kg | 127,5 kg  | 337,5 kg |
|      | Mahmoud Namdjou | Irã (IRI)             | 100,0 kg        | 102,5 kg | 130,0 kg  | 332,5 kg |

## Pena (–60 kg)
| Pos. | Atleta           | Nação                 | Desenvolvimento | Arranco  | Arremesso | Total    |
| ---- | ---------------- | --------------------- | --------------- | -------- | --------- | -------- |
|      | Isaac Berger     | Estados Unidos (USA)  | 107,5 kg        | 107,5 kg | 137,5 kg  | 352,5 kg |
|      | Ievgueni Minaiev | União Soviética (URS) | 115,0 kg        | 100,0 kg | 127,5 kg  | 342,5 kg |
|      | Marian Zieliński | Polônia (POL)         | 105,0 kg        | 102,5 kg | 127,5 kg  | 335,0 kg |

## Leve (–67,5 kg)
| Pos. | Atleta            | Nação                 | Desenvolvimento | Arranco  | Arremesso | Total    |
| ---- | ----------------- | --------------------- | --------------- | -------- | --------- | -------- |
|      | Igor Ribak        | União Soviética (URS) | 110,0 kg        | 120,0 kg | 150,0 kg  | 380,0 kg |
|      | Ravil Khabutdinov | União Soviética (URS) | 125,0 kg        | 110,0 kg | 137,5 kg  | 372,5 kg |
|      | Kim Chang-Hee     | Coreia do Sul (KOR)   | 107,5 kg        | 112,5 kg | 150,0 kg  | 370,0 kg |

## Médio (–75 kg)
| Pos. | Atleta             | Nação                 | Desenvolvimento | Arranco  | Arremesso | Total    |
| ---- | ------------------ | --------------------- | --------------- | -------- | --------- | -------- |
|      | Fiodor Bogdanovski | União Soviética (URS) | 132,5 kg        | 122,5 kg | 165,0 kg  | 420,0 kg |
|      | Peter George       | Estados Unidos (USA)  | 122,5 kg        | 127,5 kg | 162,5 kg  | 412,5 kg |
|      | Ermanno Pignatti   | Itália (ITA)          | 117,5 kg        | 117,5 kg | 147,5 kg  | 382,5 kg |

## Pesado-ligeiro (–82,5 kg)
| Pos. | Atleta           | Nação                 | Desenvolvimento | Arranco  | Arremesso | Total    |
| ---- | ---------------- | --------------------- | --------------- | -------- | --------- | -------- |
|      | Tommy Kono       | Estados Unidos (USA)  | 140,0 kg        | 132,5 kg | 175,0 kg  | 447,5 kg |
|      | Vassili Stepanov | União Soviética (URS) | 135,0 kg        | 130,0 kg | 162,5 kg  | 427,5 kg |
|      | James George     | Estados Unidos (USA)  | 120,0 kg        | 130,0 kg | 167,5 kg  | 417,5 kg |

## Meio-pesado (–90 kg)
| Pos. | Atleta          | Nação                 | Desenvolvimento | Arranco  | Arremesso | Total    |
| ---- | --------------- | --------------------- | --------------- | -------- | --------- | -------- |
|      | Arkadi Vorobiov | União Soviética (URS) | 147,5 kg        | 137,5 kg | 177,5 kg  | 462,5 kg |
|      | David Sheppard  | Estados Unidos (USA)  | 140,0 kg        | 137,5 kg | 165,0 kg  | 442,5 kg |
|      | Jean Debuf      | França (FRA)          | 130,0 kg        | 127,5 kg | 167,5 kg  | 425,0 kg |

## Pesado (+90 kg)
| Pos. | Atleta               | Nação                | Desenvolvimento | Arranco  | Arremesso | Total    |
| ---- | -------------------- | -------------------- | --------------- | -------- | --------- | -------- |
|      | Paul Edward Anderson | Estados Unidos (USA) | 167,5 kg        | 145,0 kg | 187,5 kg  | 500,0 kg |
|      | Humberto Selvetti    | Argentina (ARG)      | 175,0 kg        | 145,0 kg | 180,0 kg  | 500,0 kg |
|      | Alberto Pigaiani     | Itália (ITA)         | 150,0 kg        | 130,0 kg | 172,5 kg  | 452,5 kg |

## Quadro de medalhas
| Pos.               | País                | Ouro | Prata | Bronze | Total |
| ------------------ | ------------------- | ---- | ----- | ------ | ----- |
| 1                  | USA Estados Unidos  | 4    | 2     | 1      | 7     |
| 2                  | URS União Soviética | 3    | 4     | 0      | 7     |
| 3                  | ARG Argentina       | 0    | 1     | 0      | 1     |
| 4                  | ITA Itália          | 0    | 0     | 2      | 2     |
| 5                  | KOR Coreia do Sul   | 0    | 0     | 1      | 1     |
| 5                  | FRA França          | 0    | 0     | 1      | 1     |
| 5                  | IRI Irã             | 0    | 0     | 1      | 1     |
| 5                  | POL Polônia         | 0    | 0     | 1      | 1     |
| Total (8 entradas) | Total (8 entradas)  | 7    | 7     | 7      | 21    |